# Hobbe Smith

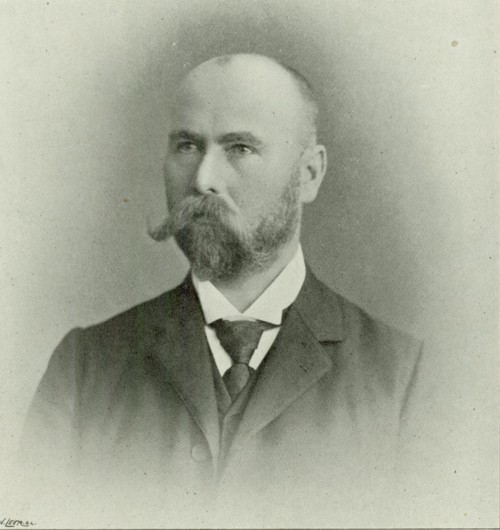
Hobbe Smith

Hobbe Smith ( Witmarsum, 7 de diciembre de 1862-Ámsterdam, 1 de mayo de 1942 ) fue un pintor holandés, que destacó en la acuarela. Su estilo estuvo influenciado por el impresionismo.

## Trayectoria

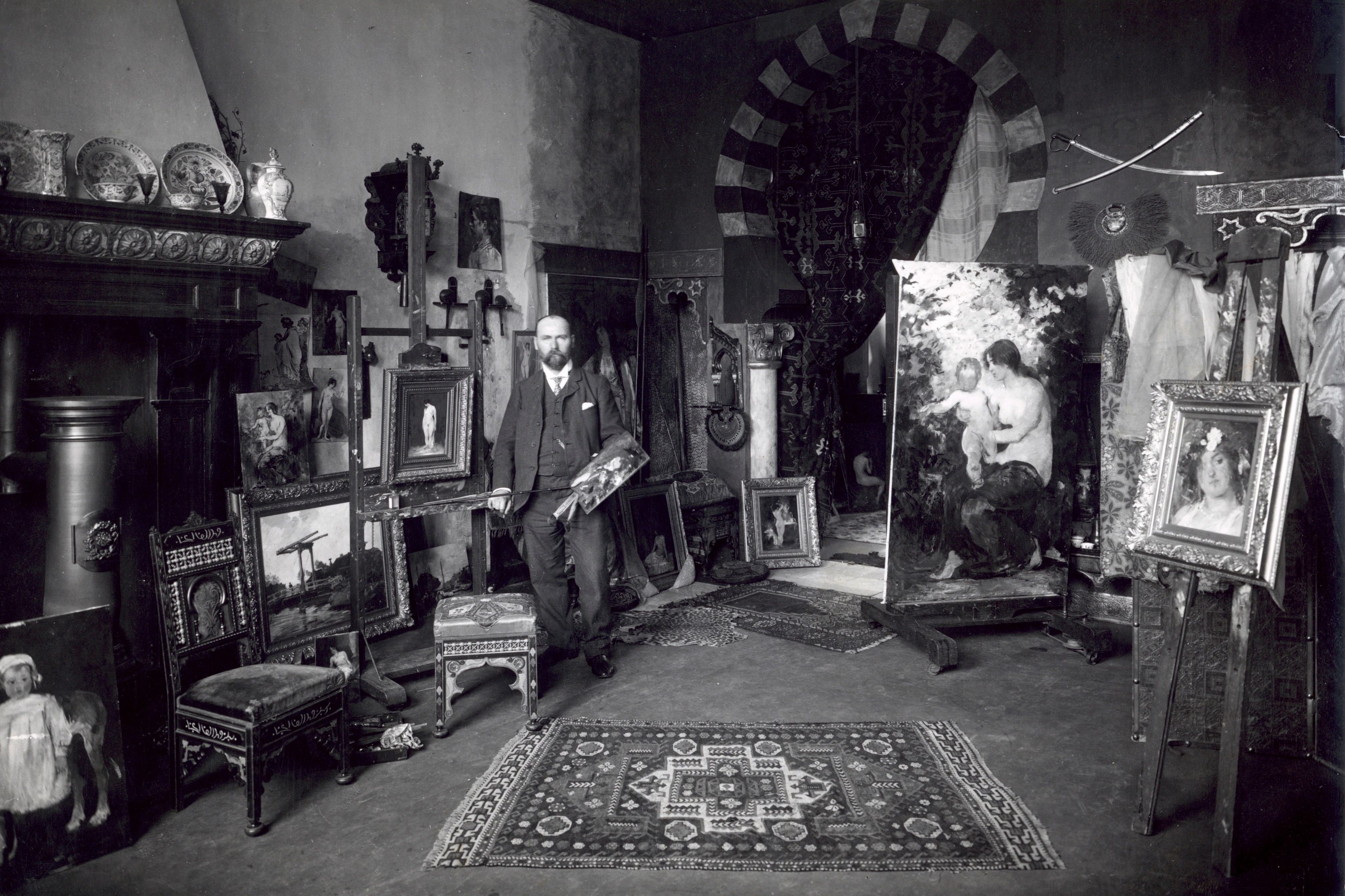
Hobbe Smith en su estudio

Hobbe Smith era hijo de un pintor de brocha gorda. Fue aprendiz de litógrafo a una edad temprana. En su tiempo libre tomó lecciones de dibujo, incluso en la prestigiosa Escuela Quellinius. Gracias a un rico mecenas que reconoció su talento especial y a una subvención real, pudo formarse en la Rijksakademie voor Beeldende Kunsten de Ámsterdam, con August Allebé. Después estudió en la Real Academia de Bellas Artes de Amberes con el pintor realista Karel Verlat.
El estilo de Smith se caracteriza por un toque suelto e impresionista, con un gran sentido de la atmósfera. Pintó sobre una amplia gama de temas: muchas pinturas de figuras, a menudo desnudos, muchas marinas y paisajes urbanos, pero también naturalezas muertas, retratos, paisajes, flores, interiores de casas, barcos, molinos, soldados y pinturas de historia. Admiraba la obra de Jacob Maris, pero su propia obra es más ligera y alegre. 
En 1888 ganó el premio Willink van Collen. Solo se hizo más famoso más tarde, después de una exposición en el Estudio Pulchri en La Haya en 1902. En 1917, la reina Guillermina le otorgó una medalla de oro.
Smith fue miembro de ' Arti et Amicitiae ' y de la Asociación de Artistas de San Lucas en Ámsterdam y del Estudio Pulchri en La Haya. Murió en 1942, a los 79 años. La obra de Smith se puede encontrar en el Rijksmuseum Twenthe en Enschede, el Museo Drents en Assen y el Museo Fries Scheepvaart en Sneek. Sus pinturas también aparecen regularmente en subastas de arte y antigüedades.

## Galería

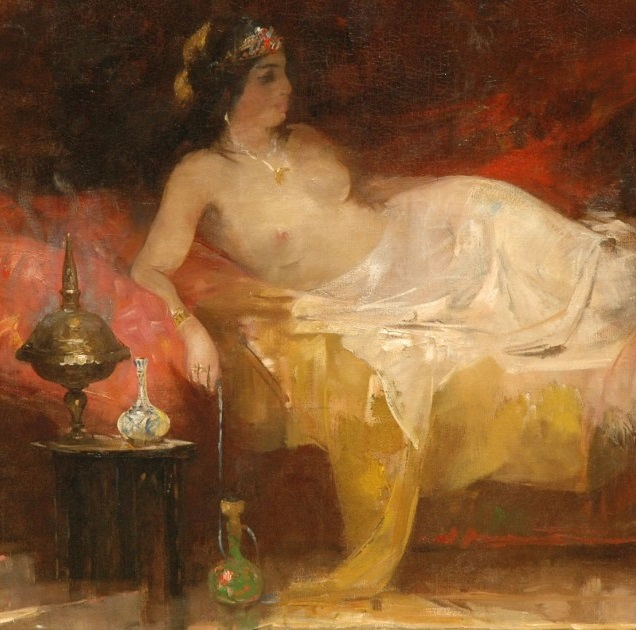
Odalisca
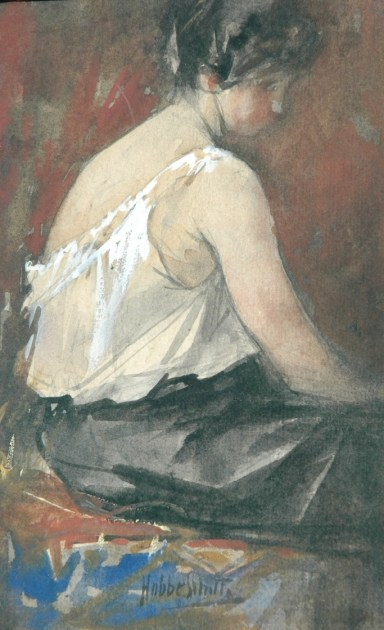
La modelo del pintor
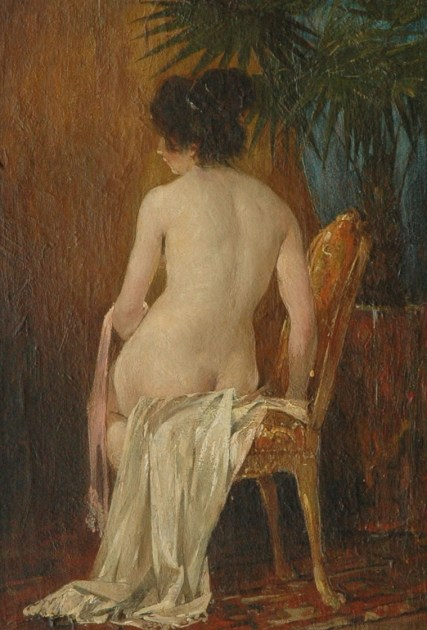
Posando desnuda
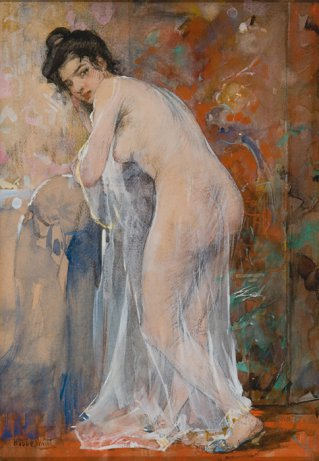
Desnudo
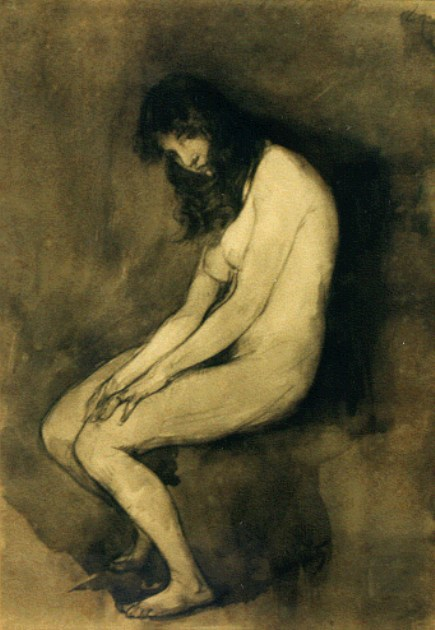
Desnudo
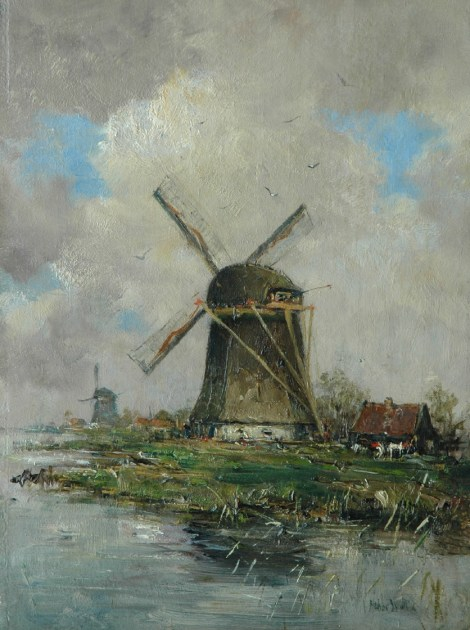
Molinos a lo largo de un río
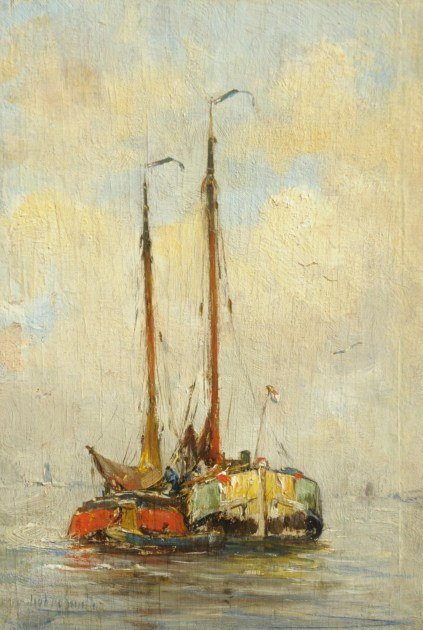
Dos barcos
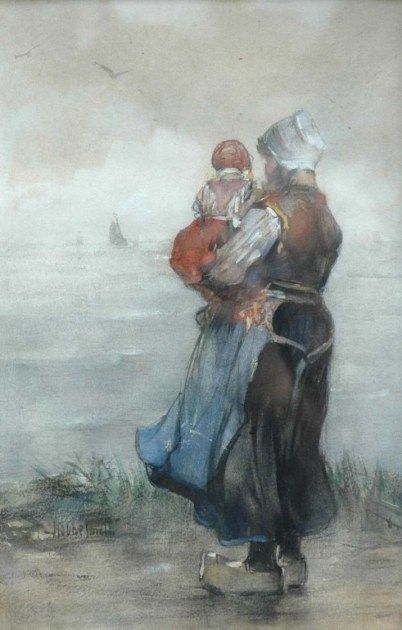
Esposa de pescador
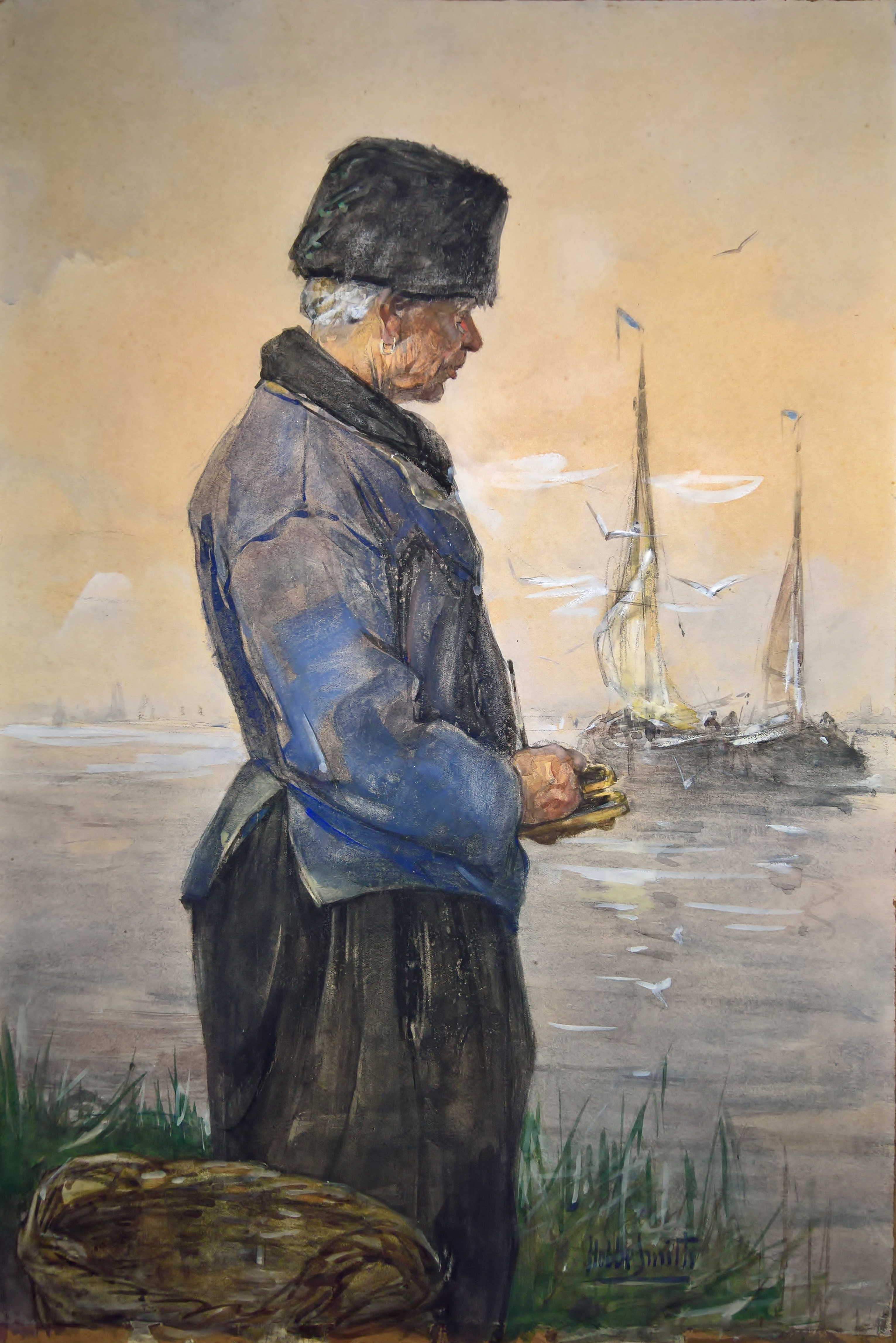
Pescador en el paseo marítimo
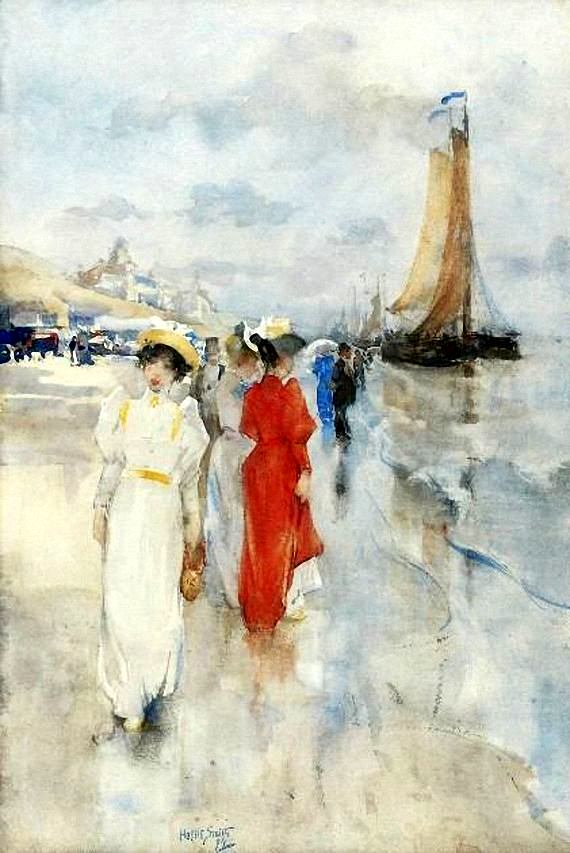
Excursionistas elegantes
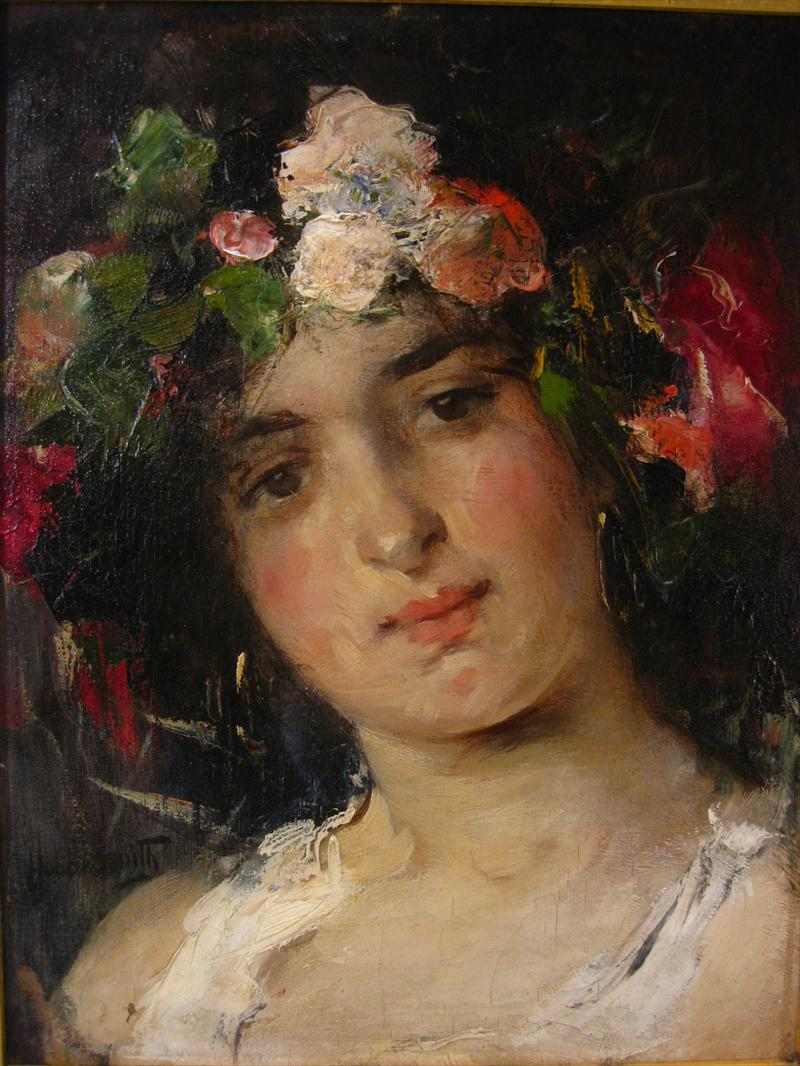
Retrato de una belleza con una corona de flores.
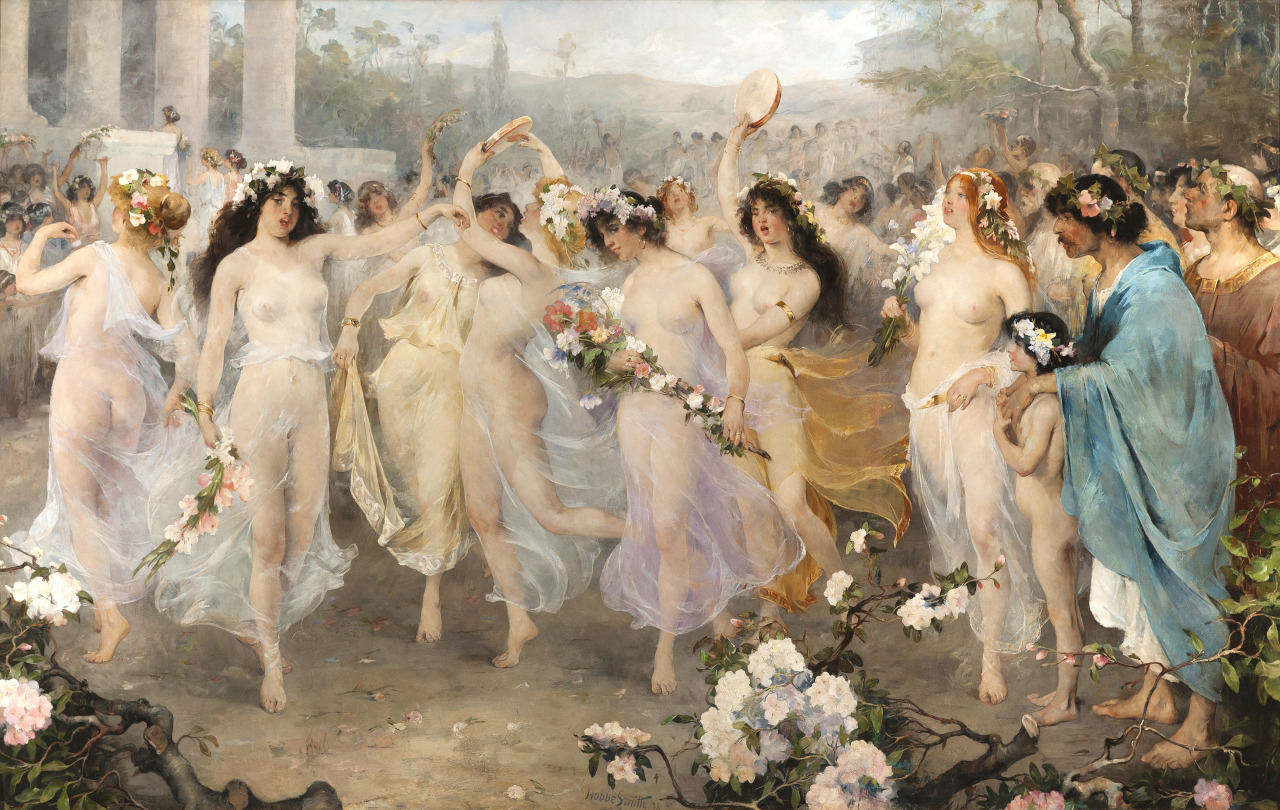
Floralía, 1898

### Acuarelas marinas

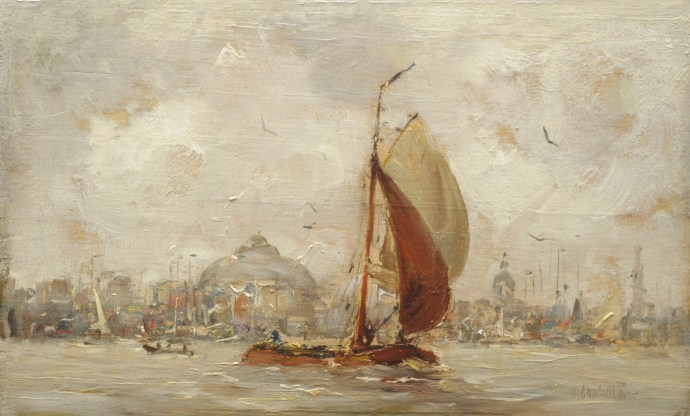
Smith Tjalk
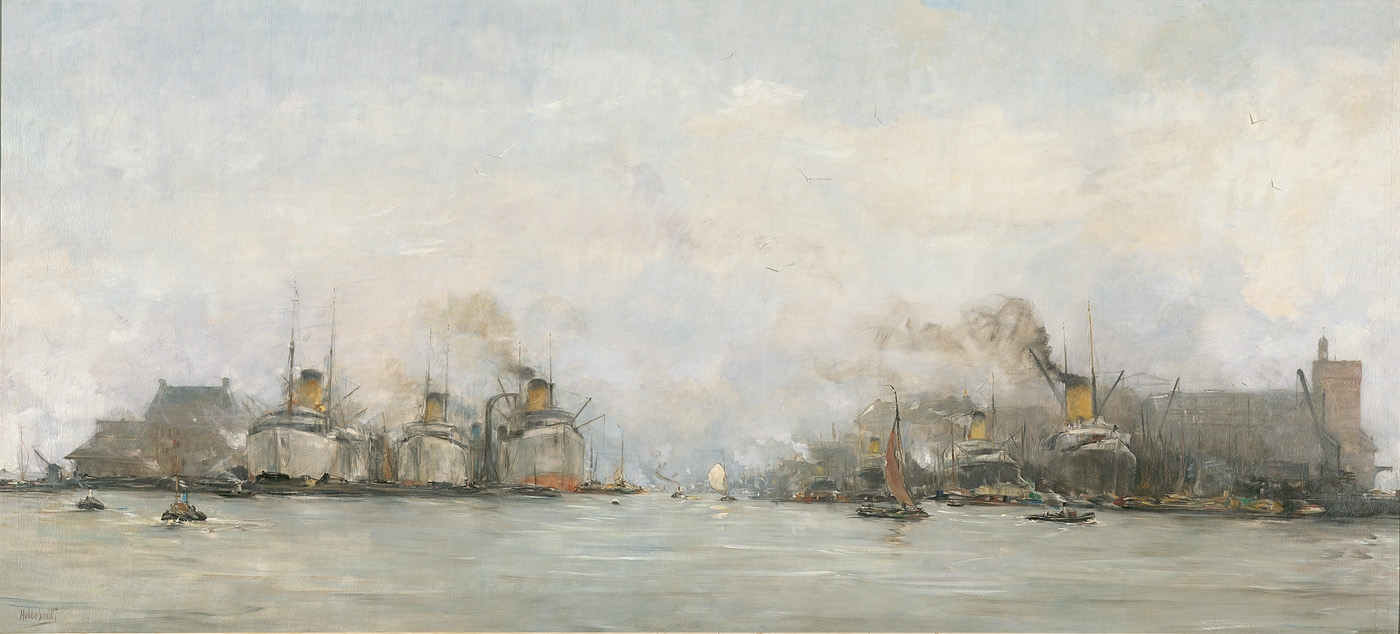
Hobbe Smith - Gezicht op de IJhaven naar het oosten
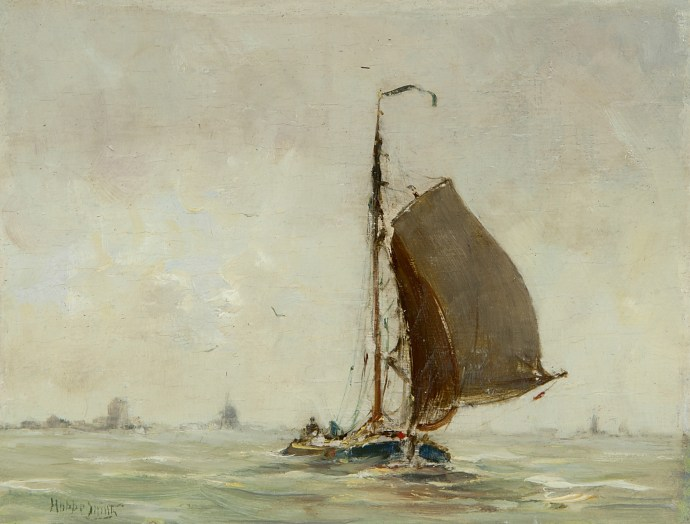
Smith Tjalk 2
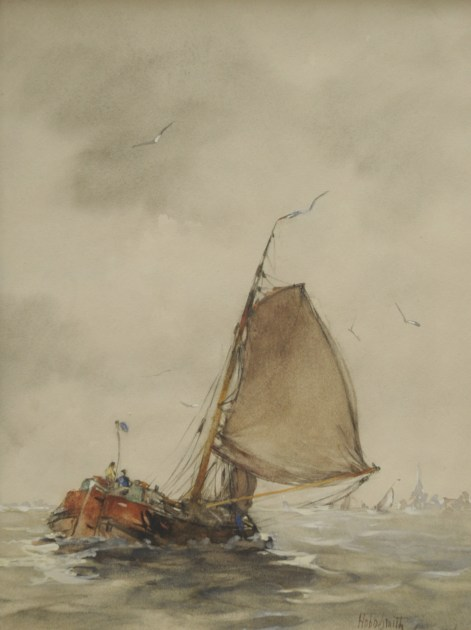
Smith Tjalk Zuiderzee
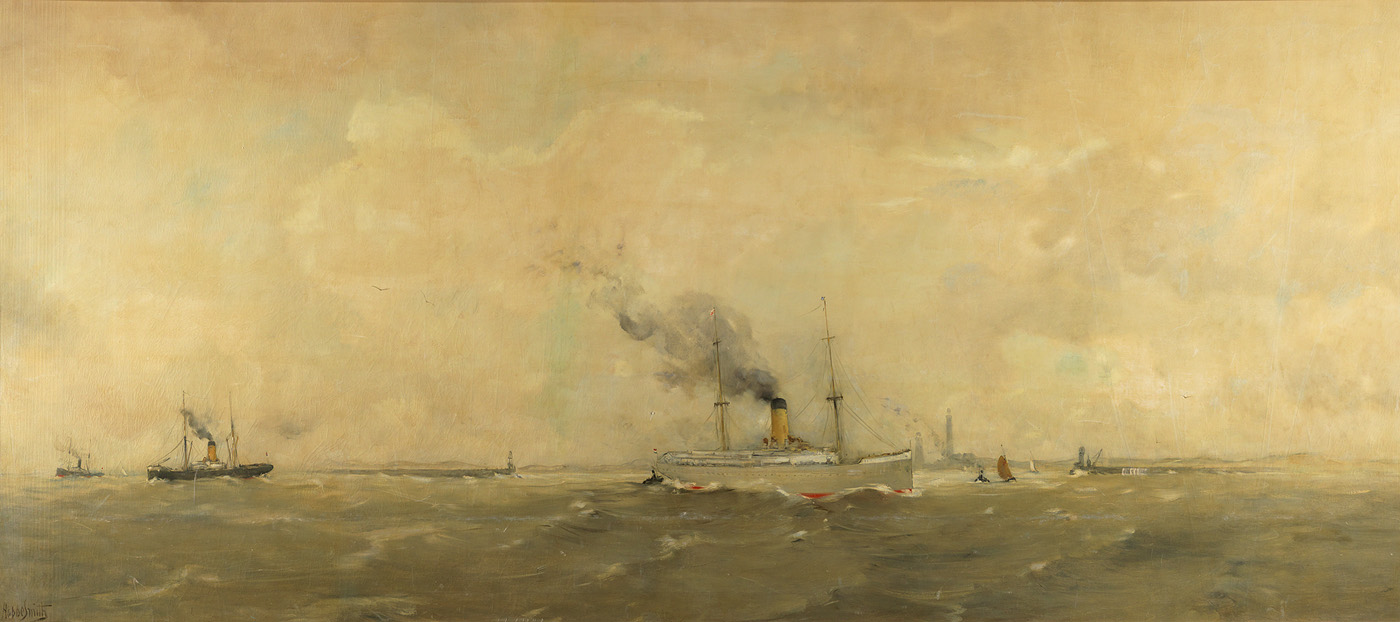
Gezicht op de pieren bij IJmuiden naar het oosten-Schip voor de pieren te IJmuiden
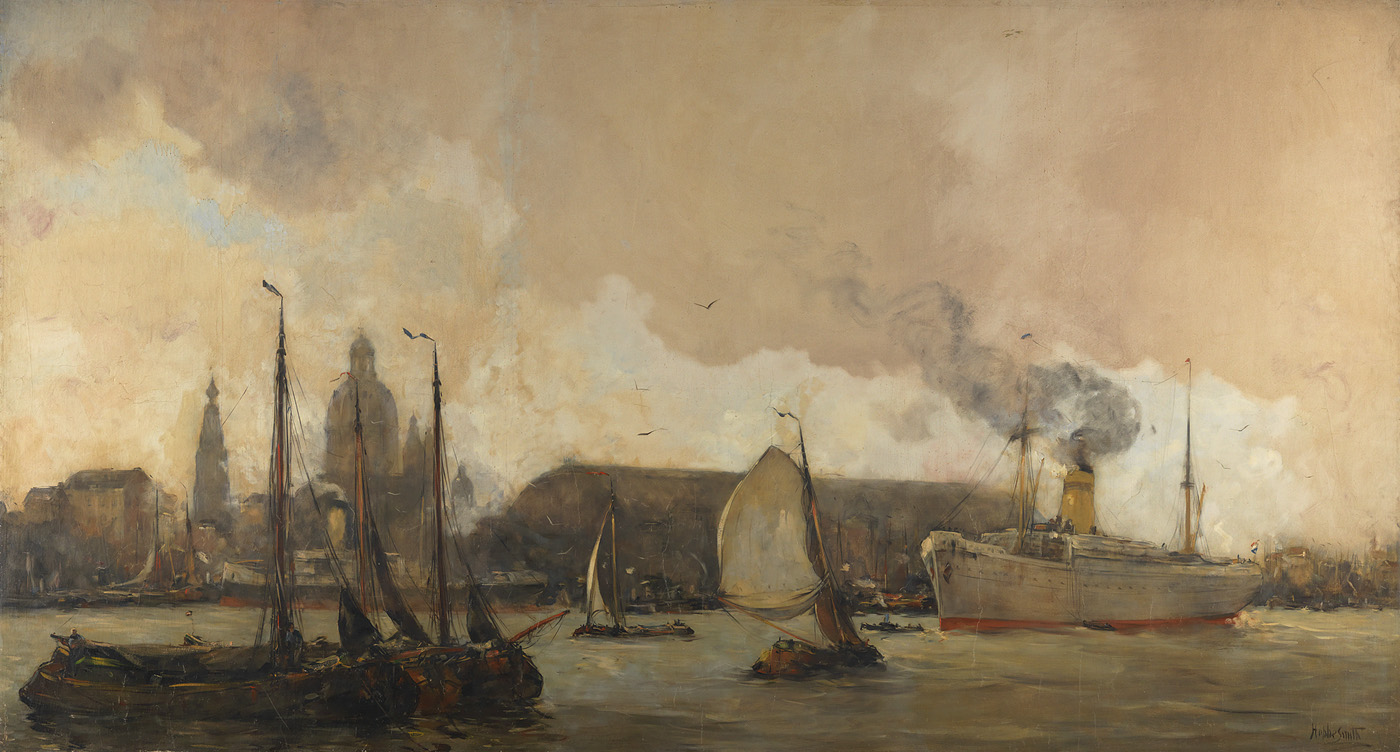
Gezicht op het IJ voor Amsterdam, met de overkapping van het Centraal Station
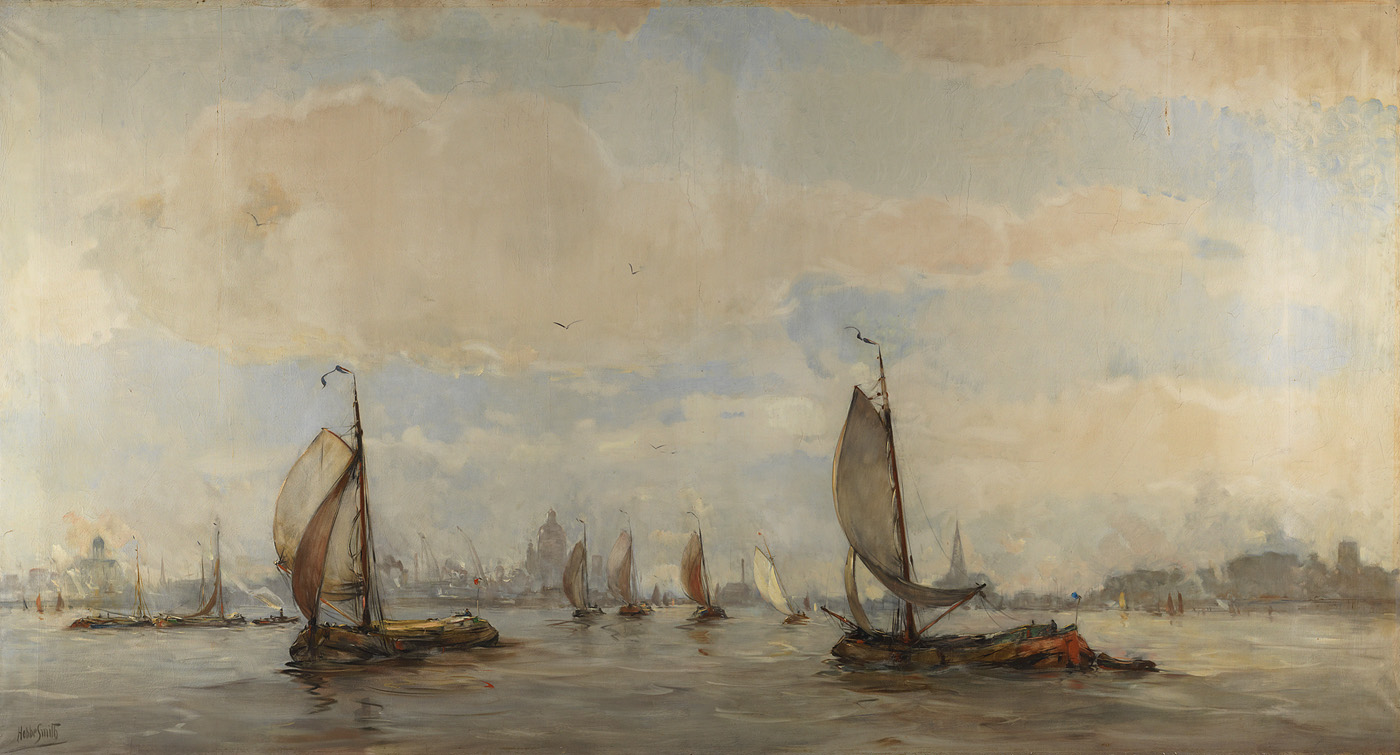
Gezicht op Amsterdam van af het IJ
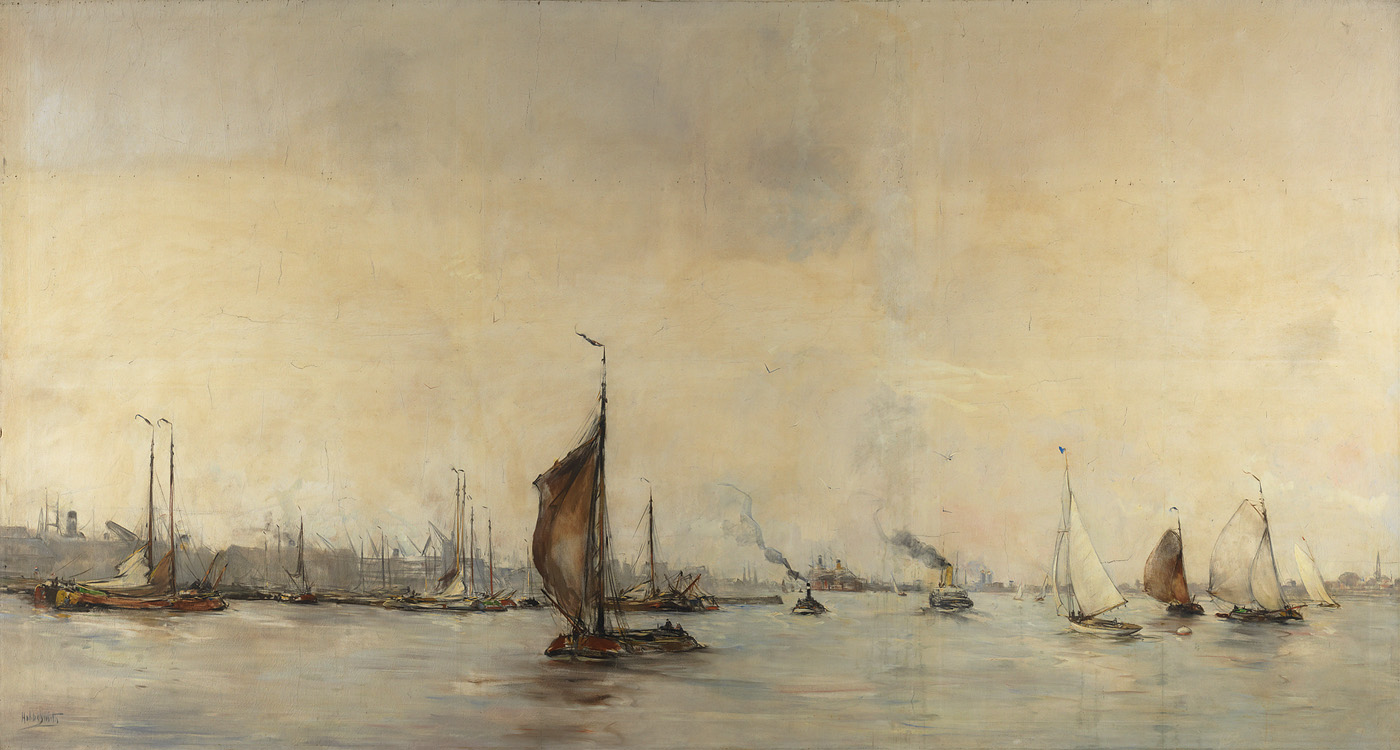
Gezicht op het IJ vanaf de Oranjesluizen bij Schellingwoude naar het westen
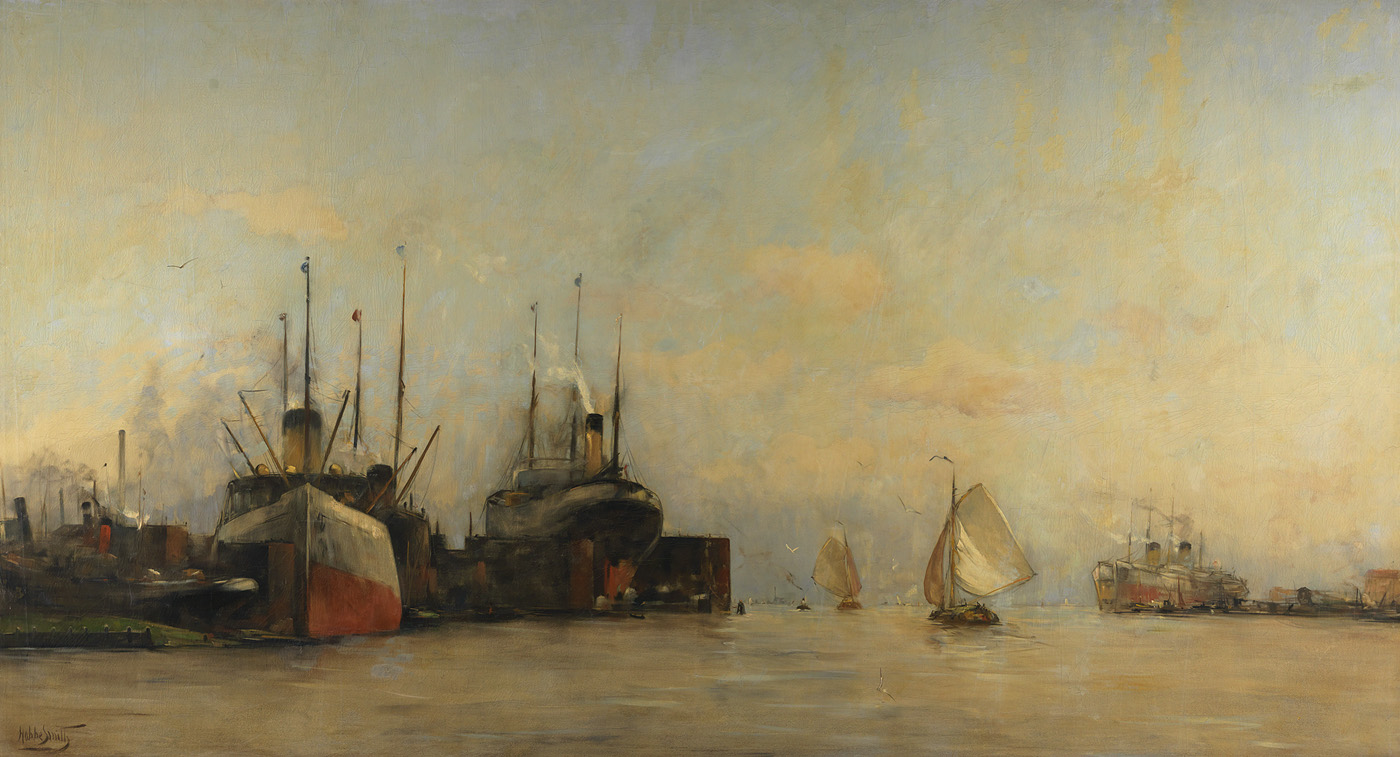
Gezicht op het IJ naar het oosten, met de dokken van de Amsterdamsche Droogdok Maatschappij en de kop van het IJ